# 单城镇
单城镇是中国黑龙江省哈尔滨市双城市下辖的一个镇，位于双城市东南部，坐落于松花江的最大支流拉林河的北岸，位于两省三市交界处，两省为黑龙江省和吉林省，三市为双城市、五常市和榆树市。区域面积118.9平方千米。